# Sclerophrys arabica
Sclerophrys arabica (Heyden, 1827)  è una specie di anfibio anuro della famiglia Bufonidae, diffuso dal nord-ovest dell'Arabia Saudita e lungo le montagne occidentali a sud fino allo Yemen; popolazioni isolate nell'Oman nord-orientale ed in prossimità degli Emirati Arabi Uniti.